# ام عذقة (المضاربة والعارة)

تعديل مصدري - تعديل

ام عذقـة هي إحدى قرى عزلة العارة بمديرية المضاربة والعارة التابعة لمحافظة لحج، بلغ تعداد سكانها 287 نسمة حسب تعداد اليمن لعام 2004.